# Dia de la Independència de l'Índia
El Dia de la Independència, celebrat cada 15 d'agost, és una festa nacional de l'Índia que commemora la independència respecte del domini britànic el 15 d'agost de 1947. L'Índia va obtenir la llibertat seguint un moviment d'independència, encapçalat pel Congrés Nacional Indi (INC) i caracteritzat en gran part per la resistència no-violenta i la desobediència civil. La independència va coincidir amb la partició de l'Índia, en la qual l'Índia britànica es va dividir per criteri de religió en els dominis de l'Índia i el Pakistan; la partició va desembocar en violents disturbis i nombroses morts.
El 15 d'agost de 1947 Jawaharlal Nehru, que s'havia convertit en el primer ministre de l'Índia, va hissar la bandera nacional de l'Índia per sobre de la porta de Lahore del Fort Vermell, de Delhi. A partir de llavors, cada dia de la independència el primer ministre hissa la bandera a l'edifici i hi pronuncia un discurs.
El dia se celebra a tota l'Índia amb cerimònies on s'hissa la bandera, desfilades i actes culturals. Particularment, els indis celebren el dia mostrant la bandera nacional en els seus vestits, accessoris, cases i vehicles, escoltant cançons, veient pel·lícules patriòtiques, i reunint-se amb familiars i amics. Es narra la independència i la partició a través de llibres i pel·lícules. Les organitzacions armades separatistes i activistes sovint han perpetrat atacs i vagues i han hissat banderes negres el 15 d'agost i els dies circumdants per boicotejar la celebració.

## Història

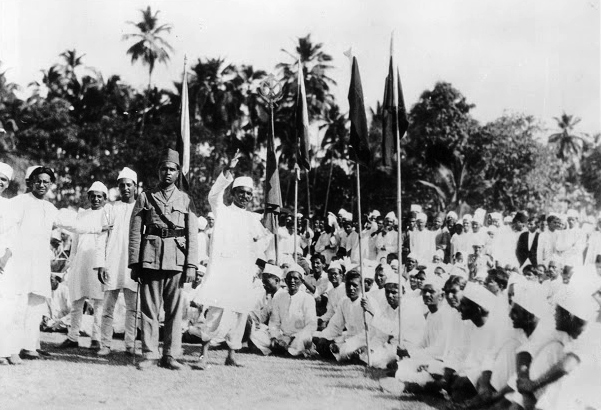
Manifestació contra el domini britànic, vora la dècada de 1930

El segle xvii els comerciants europeus van establir avantports al subcontinent indi. Amb una força militar aclaparadora, la Companyia Britànica de les Índies Orientals va sotmetre regnes locals i va establir-s'hi com la força dominant del segle xviii. Després de la rebel·lió índia de 1857, es va aprovar la Llei de govern de l'Índia de 1858, que permetia a la Corona Britànica assumir el control directe de l'Índia. En les dècades següents la societat civil es va anar organitzant a tota l'Índia, encapçalada pel Congrés Nacional Indi, format el 1885.:123 El període posterior a la Primera Guerra Mundial va estar marcat per un conjunt de reformes britàniques, com les reformes Montagu-Chelmsford, però també va ser testimoni de l'entrada en vigor de la repressiva Llei Rowlatt i de les peticions d'autonomia dels activistes indis. El descontentament d'aquest període va cristal·litzar en l'ascens de moviments no-violents de no-cooperació i desobediència civil arreu del país, encapçalats per Mohandas Gandhi.:167
Durant la dècada de 1930, els britànics van reformar gradualment la legislació i el Congrés va obtenir victòries a les següents eleccions.:195–197 La següent dècada va estar caracteritzada per la inestabilitat política, a causa de la participació índia a la Segona Guerra Mundial, l'empenta final del Congrés per a la no-cooperació, i l'augment del nacionalisme islàmic dirigit per la Lliga Musulmana. L'escalada de la tensió política va desencadenar en l'assoliment de la independència, el 1947. Tanmateix, l'exultació es va atenuar per la sagnant divisió del subcontinent en l'Índia i el Pakistan.:203

### Abans de la independència

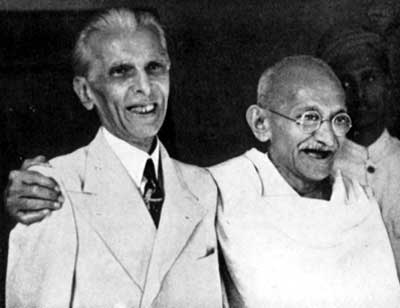
Jinnah i Gandhi, el setembre de 1944

El 1929 es va publicar la Purna Swaraj («Declaració d'Independència de l'Índia») a la reunió de Lahore del Congrés Nacional Indi, i el dia 26 de gener es va declarar com el Dia de la Independència. El Congrés va demanar al poble que es comprometés amb la desobediència civil i «portés a terme les instruccions del Congrés emeses ocasionalment» fins que l'Índia obtingués la plena independència. Hom considera que l'establiment de la celebració de l'esmentat Dia de la Independència es va concebre per avivar el fervor nacionalista entre els ciutadans de l'Índia, i obligar el govern britànic a considerar la concessió de la independència.:19
El Congrés va celebrar el 26 gener com a Dia de la Independència entre 1930 i 1947. La celebració estava marcada per reunions on els assistents rebien el «compromís de la independència».:19–20 Jawaharlal Nehru descriu en la seva autobiografia que aquestes reunions eren pacífiques, solemnes i «sense cap mena de discursos o exhortacions». Gandhi va concebre que, a més de les reunions, el dia es destinaria «[…] a fer treball constructiu, ja sigui en torn o al servei dels «intocables» o reunint-se els hindús i musulmans, o a treball prohibitiu, o fins i tot a tots dos alhora». Després de la materialització de la independència, el 1947, el 26 de gener de 1950 va entrar en vigor la Constitució de l'Índia i des de llavors el 26 de gener se celebra el Dia de la República.

### Context immediat
El 1946 el govern laborista britànic, el tresor del qual es va esgotar per la recentment finalitzada Segona Guerra Mundial es va adonar que no comptava ni amb el mandat intern ni amb el suport internacional, ni amb la fiabilitat de les forces armades pròpies per continuar controlant una Índia cada vegada més inquieta.:203. El febrer de 1947 el primer ministre Clement Attlee va anunciar que el govern britànic atorgaria ple autogovern a l'Índia britànica, com a màxim, el juny de 1948.
El nou virrei, Lluís Mountbatten, va avançar la data del traspàs de poder, creient que la contínua disputa entre el Congrés i la Lliga Musulmana podria conduir a un col·lapse del govern interí. D'aquesta manera, va escollir el segon aniversari de la rendició del Japó a la Segona Guerra Mundial, el 15 d'agost, com la data del traspàs de poder. El govern britànic va anunciar el 3 de juny de 1947 que havia acceptat la idea de la partició de l'Índia Britànica en dos estats; que donarien als governs successors un estatus de domini (dominion) i que aquests tindrien un dret implícit de separar-se de la Commonwealth. La Llei d'independència de l'Índia de 1947 (10 i 11 Geo 6 c. 30) del Parlament del Regne Unit va partir l'Índia Britànica en els dos nous dominis independents de l'Índia i el Pakistan (incloent-hi el que actualment és Bangladesh). Va entrar en vigor a partir del 15 d'agost de 1947, i va concedir completa autoritat legislativa de les respectives assemblees constituents dels nous països. La llei va rebre el consentiment reial el 18 de juliol de 1947.

### Partició i independència
8:30 h Jurament del governador general i dels ministres a
la Government House
9:40 h Desfilada dels ministres a l'Assemblea Constituent
9:50 h Marxa d'estat a l'Assemblea Constituent
9:55 h Salutació real al governador general
10:30 h Hissada de la bandera nacional a l'Assemblea Constituent
10:35 h Marxa d'estat cap a la Government House
18:00 h Cerimònia de la bandera a la Porta de l'Índia
19:00 h Encesa de llums decoratives
19:45 h Espectacle de focs artificials
20:45 h Sopar oficial a la Government House
22:15 h Rebuda a la Government House 

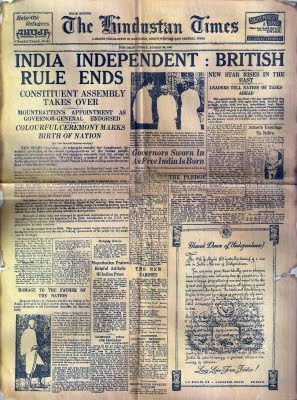
Portada de The Hindustan Times del 15 d'agost de 1947

Milions de refugiats musulmans, sikhs i hindús van travessar les noves fronteres els mesos posteriors a la independència. El Panjab, on les fronteres divideixen les regions sikhs en dues meitats, va viure un vessament de sang massiu i a Bengala i Bihar, on la presència de Mahatma Gandhi va calmar els ànims de la gent, la violència es va atenuar. En total, entre 250.000 i un milió de persones d'ambdós costats de les noves fronteres van morir a conseqüència de la violència. Pel que fa a Gandhi, va establir-se a Calcuta per intentar aturar la matança, mentre tota la nació celebrava el Dia de la Independència. El 14 d'agost de 1947, el Dia de la Independència del Pakistan, va néixer el nou Domini del Pakistan i Muhammad Ali Jinnah va jurar el càrrec com a primer governador general a Karachi.
L'Assemblea Constituent de l'Índia es va reunir per primera vegada a les 11 de la nit del 14 d'agost al Constitution Hall de Nova Delhi. El president Rajendra Prasad va presidir la sessió. En aquesta, Jawaharlal Nehru va pronunciar el discurs «Cita amb el destí» proclamant la independència de l'Índia.
| «                                                                   | (anglès) Long years ago we made a tryst with destiny, and now the time comes when we shall redeem our pledge, not wholly or in full measure, but very substantially. At the stroke of the midnight hour, when the world sleeps, India will awake to life and freedom. A moment comes, which comes but rarely in history, when we step out from the old to the new, when an age ends, and when the soul of a nation, long suppressed, finds utterance. It is fitting that at this solemn moment, we take the pledge of dedication to the service of India and her people and to the still larger cause of humanity. | (català) Fa molts anys tinguérem una cita amb el destí, i ara arriba el moment en què redimim el nostre compromís, no completament o en plena mesura, sinó de manera molt substancial. Quan el rellotge toqui la mitjanit, quan el món dormi, l'Índia despertarà a la vida i la llibertat. Arriba un moment, que poques vegades en la història ho fa, en què abandonem el vell pel nou, quan una època s'acaba, i quan l'ànima d'una nació, reprimida durant molt de temps, troba la veu. És apropiat que en aquest moment solemne prenem el compromís de dedicació al servei de l'Índia i la seva gent i a la causa encara més gran de la humanitat. | » |
| — Discurs «Cita amb el destí», Jawaharlal Nehru, 15 d'agost de 1947 | | |   |

Els membres de l'Assemblea van prendre formalment el compromís de romandre al servei del país. Un grup de dones, en representació de les dones de l'Índia, van presentar oficialment la bandera nacional a l'assemblea.
El Domini de l'Índia va esdevenir un estat independent i es van celebrar diverses cerimònies oficials a Nova Delhi. Nehru va assumir el càrrec de Primer ministre de l'Índia, i el virrei, el comte Mountbatten de Birmània, va continuar com a primer governador general.:6 Les multituds que celebraven l'esdeveniment van invocar el nom de Gandhi, tot i que el mateix Gandhi no va participar en els actes oficials. En canvi, va romandre en dejuni durant 24 hores el mateix dia que es dirigí a una multitud a Calcuta, fomentant la pau entre hindús i musulmans.:10

## Celebració

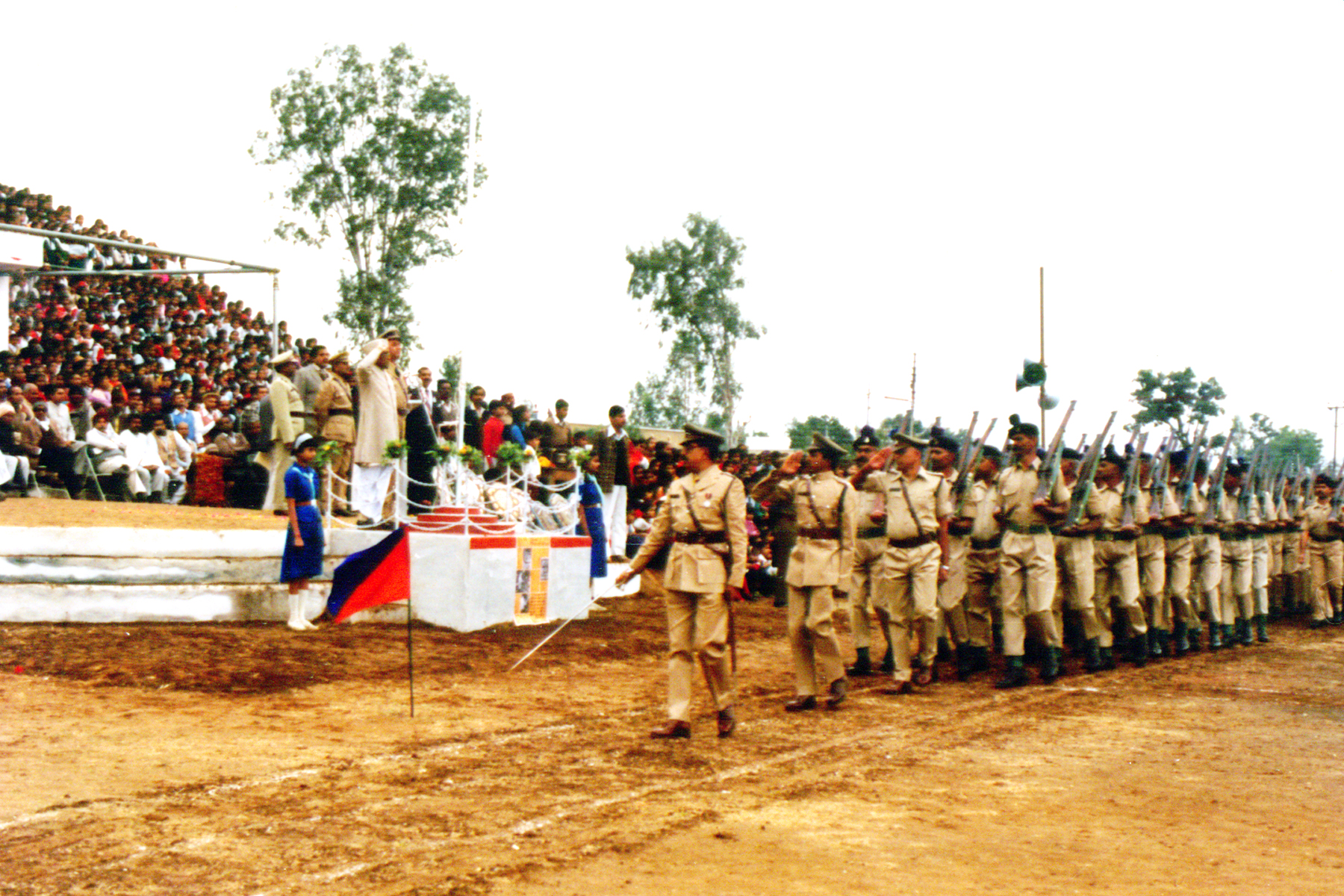
Ram Kishore Shukla, representant del Congrés Nacional Indi, presidint la marxa militar del Dia de la Independència de 1987

El Dia de la Independència, una de les tres festes nacionals de l'Índia (juntament amb el Dia de la República el 26 de gener i l'aniversari de Mahatma Gandhi el 2 d'octubre), se celebra a tots els estats i territoris de l'Índia. La vigília del Dia de la Independència el president de l'Índia pronuncia un «Discurs a la Nació». El 15 d'agost el primer ministre hissa la bandera índia a les muralles de l'històric edifici Fort Vermell, a Delhi i es fa la salva en honor de l'acte solemne. En el seu discurs, el primer ministre posa en relleu els èxits de l'any passat, planteja qüestions importants i demana un major desenvolupament del país. També es ret homenatge als líders que van lluitar per la llibertat i es canta l'himne nacional de l'Índia, Jana Gana Mana. El discurs precedeix una desfilada de les divisions de l'exèrcit de l'Índia i les forces paramilitars. Les desfilades i exhibicions mostren escenes de la lluita per la llibertat i la diversitat de les tradicions culturals de l'Índia. A més, s'organitzen esdeveniments similars a les capitals d'estat, on els caps de govern despleguen la bandera nacional i llavors també s'hi duen a terme exhibicions i desfilades.
A institucions governamentals i no governamentals i a escoles i col·legis de tot el país s'hissa la bandera i es duen a terme projectes culturals. Els principals edificis del govern són sovint il·luminats de manera especial per a l'ocasió i a Delhi i en altres ciutats s'organitzen vols d'estels. També s'utilitzen abundantment banderes nacionals de diferents mides per simbolitzar la lleialtat al país. Els ciutadans adornen la seva roba, vehicles i cases amb rèpliques de la tricolor. Amb el temps, la celebració ha passat de posar l'èmfasi en el nacionalisme a una celebració més àmplia de tots els aspectes de l'Índia.
La diàspora índia celebra el Dia de la Independència arreu del món amb desfilades i exhibicions, sobretot en les regions amb major concentració d'immigrants indis. En alguns llocs, com Nova York i altres ciutats dels Estats Units, el 15 d'agost s'ha convertit entre la diàspora i la població local en el Dia de l'Índia, festivitat que se celebra el mateix dia o un dia del cap de setmana més proper.

## Amenaces a la seguretat
Tres anys després de la independència, el Consell Nacional Naga va fer una crida a boicotejar el Dia de la Independència a la zona nord-est del país. Les protestes separatistes a aquesta regió es va intensificar la dècada de 1980, i les crides al boicot i els atacs per part d'organitzacions armades com el Front Unit d'Alliberament d'Assam i el Front Nacional Democràtic de Bodoland van perjudicar les celebracions. Enmig d'una creixent insurgència a Jammu i Caixmir des de finals de 1980, activistes independentistes van boicotejar a aquesta regió el Dia de la Independència amb bandhs (vagues), l'ús de banderes negres i fent ultratge a la bandera. Grups militars com Laixkar-e-Toiba, Hizb-ul-Mujahideen i Jaish-e-Mohammad Mujhaeddin E-Tanzeem han amenaçat i han dut a terme atacs al voltant del Dia de la Independència. Organitzacions insurgents maoistes-naxalites també han donat suport a les crides al boicot de la celebració.
En previsió d'atacs d'organitzacions armades, en particular d'activistes, s'intensificaren les mesures de seguretat, especialment a les grans ciutats com Delhi i Bombai i en estats com Jammu i Caixmir. L'espai aeri al voltant del Fort Vermell ha estat declarat zona d'exclusió aèria per impedir atacs aeris i es despleguen forces policials addicionals en altres ciutats.

## En la cultura popular

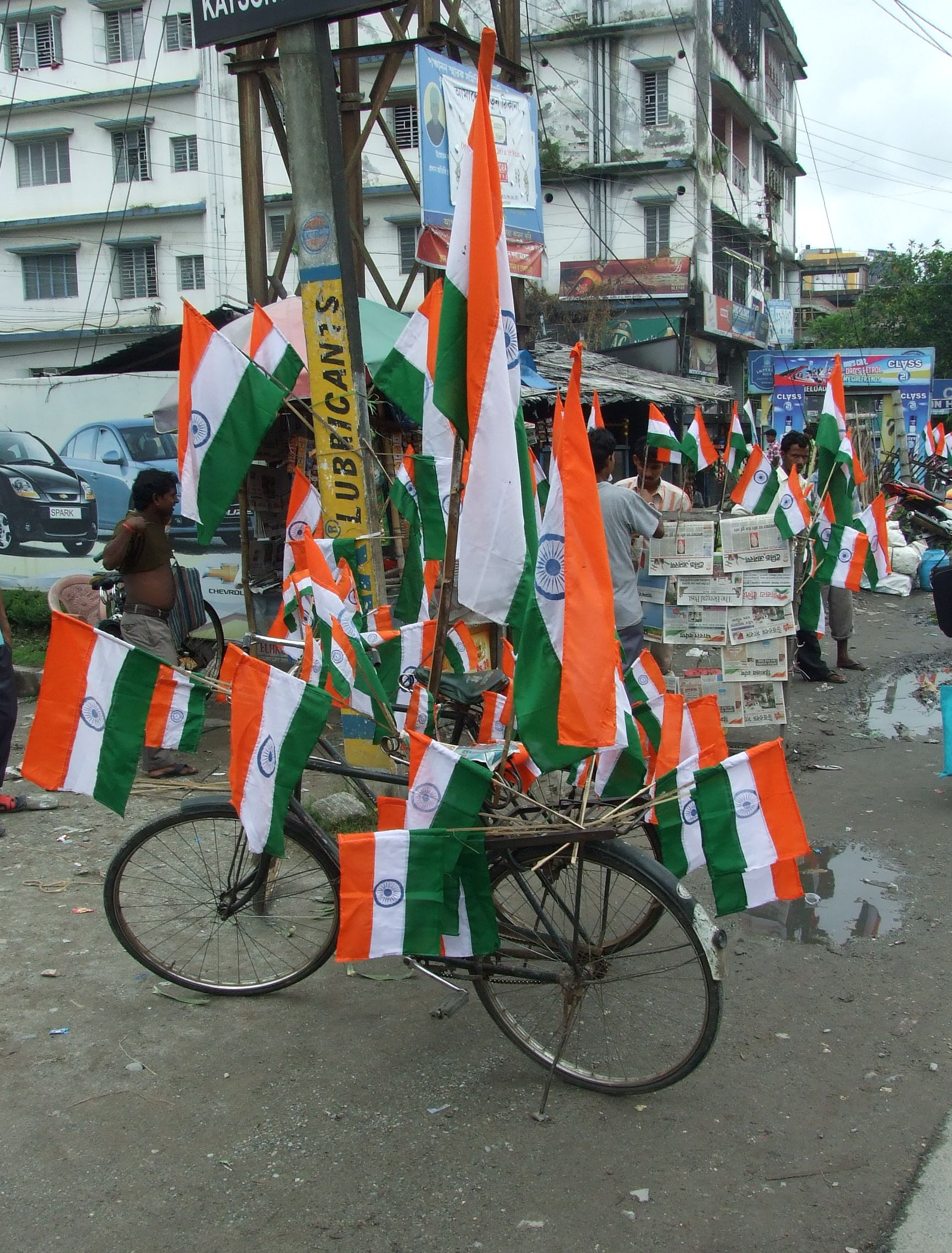
Banderes índies en una bicicleta el Dia de la Independència, a Siliguri (Bengala Occidental)

El Dia de la Independència i el Dia de la República s'emeten per la televisió i la ràdio cançons patriòtiques en hindi i llengües regionals, que també sonen en les cerimònies on s'hissa la bandera índia. De la mateixa manera, també s'emeten pel·lícules patriòtiques, tot i que progressivament, segons The Times of India, el nombre de pel·lícules emeses d'aquest gènere ha disminuït, a causa de la sobresaturació de l'audiència per films de caràcter nacionalista. El conjunt de la població que pertany a l'anomenada Generació Y sovint combina el nacionalisme amb la cultura popular durant les festes. Aquesta barreja s'exemplifica amb vestits tenyits dels colors de la bandera índia i indumentària pròpia de les diverses tradicions culturals de l'Índia. D'altra banda, les botigues ofereixen ofertes el Dia de la Independència, fet que alguns mitjans han denunciat per comercial.
El servei postal indi el 15 d'agost publica segells commemoratius que representen els líders del moviment independentista, motius nacionalistes i temes relacionats amb la defensa. La independència i la partició de l'Índia van inspirar creacions artístiques i literàries en moltes llengües, que majoritàriament narren el cost humà de la partició i dediquen una petita part a la celebració. La novel·la Els fills de la mitjanit (1980), de Salman Rushdie, guanyadora del Premi Booker i Booker of Bookers, construeix la seva narrativa al voltant d'uns nens amb habilitats màgiques nascuts a la mitjanit del 14 al 15 d'agost de 1947. El 2013 es va estrenar la versió cinematogràfica de la novel·la de Rushdie. Freedom at Midnight (1975) és una obra de no-ficció de Larry Collins i Dominique Lapierre que narra els esdeveniments al voltant de la primera celebració del Dia de la Independència, el 1947. Poques pel·lícules se centren en el moment de la independència i destaquen les circumstàncies de la partició i les seves conseqüències. Quant a Internet, Google commemora el Dia de la Independència des de 2003 amb un doodle especial a la seva pàgina d'inici de l'Índia.